# Разновидности языка
Внутри одного языка нередко выделяются разновидности, функционирующие в определённых коммуникативных ситуациях, внутри определённых социальных групп либо на определённой части территории распространения языка. Такие разновидности, как правило, проявляют особенности на различных уровнях языковой структуры — лексическом, грамматическом, фонетическом.

## Социальные разновидности языка
К основным разновидностям внутри языка относятся, в иерархической последовательности:
- идиолект — речь конкретного индивида;
- «эколект» — речь семьи (термин-неологизм, основанный на недавних научных исследованиях);
- говор — речь небольшой и, как правило, территориально ограниченной части носителей данного языка, выделяется внутри диалекта (ср., например, тотемский говор вологодской группы севернорусского наречия, ричинский говор керенского диалекта агульского языка и пр.);
- диалект — основная территориальная разновидность языка (ср. мазовецкий диалект польского языка, северный диалект табасаранского языка и пр.), ср. также близкий термин «патуа»; реже применяется и для обозначения того или иного социолекта;
- наречие — крупная территориальная разновидность языка, включающая группу диалектов, объединённых рядом общих черт, отличных от других наречий данного языка.

Нередко используется также «нейтральный» термин:
- идиом — обозначение разновидности языка в случае, если её точный статус неважен или неизвестен.

В целом, ответ на вопрос «Являются ли два близких идиома диалектами или разными языками?» является во многих случаях далеко не однозначным; проблема отличия языка от диалекта является одной из важнейших проблем языковой систематики, а её значимость выходит далеко за пределы лингвистики.

## Статусно-функциональные разновидности языка
С точки зрения особенностей функционирования языка в определенной социальной среде выделяются следующие разновидности:
- койне — разновидность языка, используемая как средство повседневного общения людей, говорящих на разных региональных или социальных вариантах данного языка (например, поздневизантийское койне среднегреческого языка);
- литературный (стандартный) язык, или литературный стандарт — кодифицированная, нормированная разновидность национального языка; в рамках литературного языка выделяют различные функциональные стили (например, художественный, научный, официально-деловой, публицистический), обслуживающие различные коммуникативные потребности общества;
- просторечие — речь необразованного и полуобразованного городского населения, не владеющего литературными нормами;
- социолект — речь языкового сообщества, определяемого в социальных терминах; см. также термины арго, жаргон, сленг (например, жуаль — социолект монреальского говора квебекского языкового варианта канадской разновидности французского языка; «компьютерный жаргон», «молодёжный сленг», «арго хиппи», «феня» и т. п.);
- этнолект, или региональный вариант — региональная разновидность языка, используемого определённой этнической группой (ср. «дагестанский этнолект русского языка» — вариант русского языка, бытующий в Дагестане).

Иногда выделяют и более специфические разновидности языка, например, «язык для общения с детьми», «язык для общения с иностранцами», «женская/мужская разновидность языка (например, в чукотском языке)» и прочее.
Помимо разновидностей, выделяемых внутри конкретного языка, существуют и различные типы самих языков:
- в зависимости от условий функционирования:
  - лингва-франка — язык, используемый как средство межэтнического общения;
  - контактный язык — вспомогательный смешанный язык с ограниченным словарем и минимальной грамматикой, на начальном этапе контактный язык обычно представляет собой пиджин, который может в дальнейшем эволюционировать в креольский язык;
  - смешанный язык — язык, возникающий в условиях полного двуязычия, в котором элементы двух языков оказываются «перемешаны» настолько, что возникший новый язык уже нельзя признать разновидностью одного из исходных;
- по наличию или отсутствию письменной традиции:
  - письменные языки, в том числе старописьменные (или древнеписьменные), письменная традиция которых насчитывает как минимум несколько веков, и младописьменные (или новописьменные), получившие письменность в пределах нескольких десятков лет назад;
  - бесписьменные языки;
- в зависимости от общепризнанного статуса и престижа языка:
  - государственный язык или языки (например, русский язык в РФ; белорусский язык и русский язык в Белоруссии); русский язык и татарский язык в Татарстане);
  - официальный язык или языки (например, русский язык в официальной и деловой сферах республики Киргизия при государственном статусе киргизского языка);
  - региональный язык (русский язык как язык большинства в различных регионах юго-востока Украины и противоречивая ситуация с признанием его статуса, см.: русский язык на Украине и русский язык в Латвии);
  - язык меньшинства (например, венгерский язык в Словакии и Румынии, турецкий язык в Греции);
- в зависимости от сферы использования и области применения:
  - язык делопроизводства (например, русский язык в Казахстане);
  - язык богослужения (например, церковнославянский язык в средневековой Валахии и Молдавии);
- в зависимости степени владения человеком:
  - родной язык, или языки, усвоенные в детстве; может быть утрачен с возрастом в результате ассимилятивных процессов;
  - обиходный язык, используемый во внутрисемейном общении (не всегда соответствует родному языку каждого из членов семьи), особенно в межнациональных браках;
  - разговорный язык повседневного общения внутри семьи и за её пределами;
  - рабочий язык, доминирующий на рабочем месте;
  - второй язык;
  - иностранный язык.

Во всех перечисленных выше случаях речь идет только о естественных человеческих языках; наряду с ними, существуют ещё искусственные языки и специфические формальные языки, придуманные человеком. Кроме того, термин язык может применяться и к коммуникативным системам различных животных (ср. общение животных).